# Conflitto al confine tra Eritrea e Gibuti
Il conflitto al confine tra Eritrea e Gibuti tra le forze armate di Eritrea e Gibuti si è verificato tra il 10 giugno e il 13 giugno 2008. È stato innescato dalla tensione iniziata il 16 aprile 2008, quando Gibuti ha riferito che le forze armate eritree erano penetrate a Gibuti, scavando trincee su entrambi i lati del confine. La crisi si è aggravata con lo scoppio degli scontri armati tra le due forze armate nella zona di confine il 10 giugno 2008. Durante il conflitto, la Francia ha fornito supporto logistico, medico e di intelligence a Gibuti, ma non ha partecipato ai combattimenti diretti.

## Sfondo

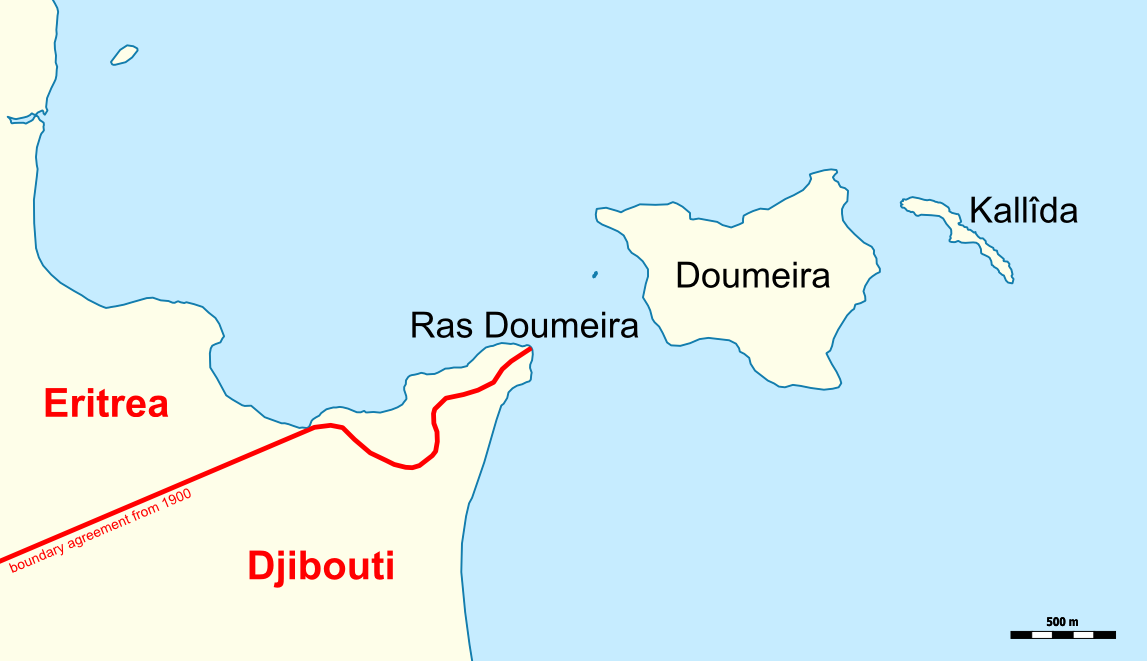
Mappa della regione contesa di Ras Doumeira

L'accordo di confine del 1900 attualmente in vigore specifica che il confine internazionale inizia a Cape Doumeira (Ras Doumeira) sul Mar Rosso e si estende per 1,5 km lungo lo spartiacque della penisola. Inoltre, il protocollo del 1900 specificava che l'Île Doumeira (isola di Doumeira) immediatamente al largo e le sue isole minori adiacenti non avrebbero ricevuto una sovranità e sarebbero rimaste smilitarizzate. Gibuti ed Eritrea si erano già scontrati due volte nella zona di confine. Nel gennaio 1935, l'Italia e la Francia firmarono l'accordo franco-italiano in cui parti del Somaliland francese (Gibuti) furono cedute all'Italia (Eritrea). L'attuale confine a Ras Doumeira (una collina) non fu mai completamente delimitato, salvo un ampio accordo sul fatto che le pendici settentrionali della collina erano italiane e le pendici meridionali erano francesi e pertanto questa disposizione era sufficiente quando Francia e Italia detenevano il controllo dell'area. Tuttavia, la questione della ratifica ha messo in discussione questo accordo e la sua provvisioni di aree sostanziali di Gibuti all'Eritrea. Nell'aprile 1996 il governo di Gibuti ha accusato le forze eritree di aver effettuato circa 7 km di sconfinamento nel suo territorio a seguito di uno scontro al posto di confine gibutiano di Ras Doumeira. Nel giro di due giorni queste affermazioni si sono trasformate in accuse secondo cui il governo eritreo avrebbe nutrito una rivendicazione territoriale su parte della costa settentrionale di Gibuti. Le accuse sono state poi rivolte dagli affari esteri, Mohamed Moussa Chehem, al suo perplesso omologo eritreo, Petros Solomon, che era in visita ufficiale a Gibuti il giorno successivo. Solomon ha successivamente incontrato il presidente di Gibuti, che ha anche sollevato la presunta incursione. In una serie di resoconti contraddittori, le autorità di Gibuti hanno affermato di aver inviato 600 soldati nell'area. Il 18 aprile, Solomon ha dichiarato categoricamente in un comunicato stampa che "non c'è mai stato alcuno scontro o incidente a Doumeira", aggiungendo che il governo eritreo è stato "sorpreso e rattristato" dalle accuse.

## Movimenti eritrei nella regione di Ras Doumeira
A gennaio, secondo quanto riferito, l'Eritrea ha chiesto di attraversare il confine al fine ottenere sabbia per una strada. Tuttavia ha invece occupato una collina nella regione. Il 16 aprile, è stato riferito da Gibuti che l'Eritrea avesse installato fortificazioni e scavato trincee su entrambi i lati del confine gibutiano vicino a Ras Doumeira. Gibuti, in una lettera all'ONU chiedendone l'intervento, ha affermato che le nuove mappe pubblicate dall'Eritrea mostravano Ras Doumeira come territorio eritreo. L'Eritrea ha negato di avere problemi con Gibuti.
Il primo ministro dell'Etiopia, Meles Zenawi, ha affermato il 15 maggio che la questione rappresentava una 'minaccia per la pace e la sicurezza di tutto il Corno d'Africa' e che l'Etiopia avrebbe garantire il proprio corridoio commerciale attraverso Gibuti nel caso di conflitto. L'Etiopia ha fatto affidamento su Gibuti per l'accesso al Mar Rosso sin dall'indipendenza dell'Eritrea. Il presidente dell'Eritrea Isaias Afwerki ha negato l'invio di truppe nell'area, aggiungendo di non avere alcun problema con Gibuti.

## Scontri armati

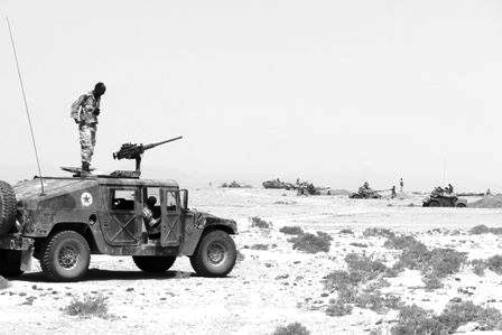
Truppe del Gibuti con auto blindate leggere vicino al confine.

Il 10 giugno 2008, secondo Gibuti, diverse truppe eritree hanno abbandonato le loro posizioni, fuggendo dalla parte di Gibuti. Le forze di Gibuti sono poi state colpite dalle forze eritree che chiedevano il ritorno dei disertori. Gibuti ha chiamato i soldati e la polizia che si erano ritirati dal 2004 in risposta ai combattimenti. L'Eritrea ha liquidato la versione di Gibuti come "anti-eritrea". Una dichiarazione del ministero degli esteri dell'Eritrea ha detto che non "sarebbe stato coinvolto nella disputa e negli atti di ostilità" e ha affermato che Gibuti stava cercando di trascinare l'Eritrea nella sua "avventata animosità". Secondo il colonnello francese Ducret, i soldati francesi a Gibuti hanno fornito assistenza logistica e medica all'esercito di Gibuti, oltre a fornire informazioni di intelligence. Secondo quanto riferito, gli scontri tra le due forze sono continuati per diversi giorni prima che l'esercito di Gibuti annunciasse il 13 giugno che i combattimenti erano cessati, ma lo stesso giorno, il presidente Guelleh, è stato citato dalla BBC dicendo che il suo paese era in guerra con l'Eritrea.
44 soldati gibutiani sono stati uccisi e 55 sono rimasti feriti durante i combattimenti. Secondo le stime di Gibuti, 100 soldati eritrei sono stati uccisi, 100 catturati e 21 hanno disertato. Il presidente di Gibuti Guelleh ha dichiarato: "Abbiamo sempre avuto buoni rapporti, [...] Questa è un'aggressione a cui stiamo resistendo".
Nel 2008 la US Defense Intelligence Agency ha stimato che l'esercito fosse di 18 000 unità (con la forza dell'esercito eritreo stimata allo stesso tempo di 200 000).

## Reazione internazionale
- Lega araba:

La Lega degli Stati arabi ha tenuto una sessione di emergenza in risposta ai combattimenti e ha chiesto all'Eritrea di ritirarsi dalla regione di confine.
- Francia:

Il ministro della Difesa francese Hervé Morin ha discusso con il ministro della Difesa di Gibuti Ougoureh Kifleh Ahmed, promettendo di rafforzare la presenza militare francese nel paese nel caso in cui ci fosse "un'escalation nell'attuale linea di confine". Anche per riaffermare la "grandissima preoccupazione della Francia" per i recenti incidenti al confine, Morin, secondo fonti diplomatiche, ha "rassicurato la sua controparte del pieno sostegno" del suo governo, chiedendo nel contempo una soluzione "diplomatica" del problema. Le due nazioni hanno un accordo di mutua difesa. Il ministero degli Esteri francese ha detto di essere molto preoccupato per i combattimenti. Il ministero della Difesa francese ha annunciato che stavano aumentando la loro presenza militare a Gibuti e aumentando il loro sostegno all'esercito di Gibuti a seguito degli scontri al confine. L'annuncio affermava anche che la Francia "si stava preparando a schierare una base logistica avanzata e una forza di terra vicino alla zona in cui si sono svolti gli scontri". , aggiungendo che "i suoi militari hanno intensificato la sorveglianza aerea oltre il confine per monitorare le attività delle forze eritree". I rapporti indicano anche che ulteriori forze navali vengono spostate nella regione, nonché un ulteriore team di chirurghi militari. Tuttavia, i fili diplomatici trapelati hanno mostrato che i francesi erano molto preoccupati che Gibuti avrebbe invocato il suo accordo di difesa e quindi la Francia "si è affrettata a fornire un significativo supporto logistico nell'area posteriore a Gibuti al fine di evitare una richiesta di Gibuti di impegnarsi in un combattimento secondo l'accordo". Nel 2011 i francesi hanno rinegoziato la loro cooperazione nel campo della difesa con Gibuti.
- Nazioni Unite:

La Francia non ha appoggiato la richiesta di Gibuti per una risoluzione del Consiglio di sicurezza delle Nazioni Unite. L'ambasciatore francese a Gibuti Dominique Decherf ha invece optato per una risoluzione regionale del conflitto che coinvolgesse l'Unione africana o la Lega araba. Tuttavia, gli Stati Uniti hanno offerto il loro pieno sostegno a Gibuti e hanno appoggiato una risoluzione che condannasse fermamente l'aggressione dell'Eritrea. Il 23 dicembre 2009 è stata adottata la risoluzione 1907 del Consiglio di sicurezza delle Nazioni Unite, che ha imposto l'embargo sulle armi al paese, il divieto di viaggio ai suoi leader e ha congelato i beni di alcuni funzionari politici e militari del paese. Il Consiglio di sicurezza delle Nazioni Unite ha invitato entrambe le parti a esercitare la massima moderazione e a ristabilire il dialogo.
- Stati Uniti:

Il Dipartimento di Stato degli Stati Uniti ha emesso un comunicato in cui condanna l '"aggressione militare" dell'Eritrea affermando che rappresenta "un'ulteriore minaccia alla pace e alla sicurezza nel già instabile Corno d'Africa" e chiedendo all'Eritrea di accettare la mediazione di terze parti sulla controversia sul confine. L'Eritrea ha risposto alla dichiarazione accuando gli Stati Uniti di istigare il conflitto nella regione. L'ambasciata americana a Gibuti ha sconsigliato ai cittadini di recarsi nel nord di Gibuti, dove si trova Ras Doumeira per motivi di sicurezza.
- Unione africana:

Il Consiglio per la pace e la sicurezza dell'Unione africana ha esortato Eritrea e Gibuti a esercitare la massima moderazione e a risolvere la controversia attraverso il dialogo, compresa la piena cooperazione con una missione dell'UA inviata nell'area. L'Eritrea, tuttavia, a differenza di Gibuti, non aveva ancora accettato la missione. Bereket Simon, consigliere speciale del primo ministro Meles Zenawi dell'Etiopia, ha dichiarato a Reuters "L'Etiopia crede fermamente che tale azione ingiustificata dovrebbe essere fermata immediatamente e che si debba cercare una soluzione pacifica e diplomatica per il problema".

## Conseguenze ed eventi successivi
Il 24 giugno 2008, il Consiglio di sicurezza delle Nazioni Unite ha tenuto una riunione presso la propria sede a New York per ascoltare un briefing sulla situazione, nonché le dichiarazioni del Primo Ministro di Gibuti Mohamed Dileita e dell'ambasciatore dell'Eritrea.
Una missione conoscitiva delle Nazioni Unite è stata inviata nella regione e ha pubblicato un rapporto in cui si afferma che la situazione di stallo tra Gibuti ed Eritrea potrebbe "avere un forte impatto negativo sull'intera regione e sulla più ampia comunità internazionale", osservando che l'Eritrea a differenza di Gibuti non si era ritirata dall'area. La missione conoscitiva non è stata autorizzata in Eritrea dal governo eritreo.
Il 14 gennaio 2009 il Consiglio di sicurezza delle Nazioni Unite ha approvato la risoluzione 1862, sollecitando il dialogo tra i due paesi per risolvere pacificamente la questione. Il consiglio ha accolto con favore il ritiro di Gibuti alle posizioni precedenti al 10 giugno 2008 e ha chiesto all'Eritrea di effettuare un ritiro simile entro cinque settimane dalla risoluzione.
Il 23 dicembre 2009, il Consiglio di sicurezza delle Nazioni Unite ha imposto sanzioni all'Eritrea per aver fornito sostegno a gruppi armati che minano la pace e la riconciliazione in Somalia e perché non aveva ritirato le sue forze a seguito degli scontri con Gibuti nel giugno 2008. Le sanzioni dovevano imporre un embargo sulle armi, le restrizioni sui viaggi e il congelamento dei beni dei suoi leader politici e militari.
All'inizio di giugno 2010, Gibuti ed Eritrea hanno deciso di deferire la questione al Qatar per la mediazione, una mossa che è stata elogiata dall'Unione africana. Nel marzo 2016, 4 prigionieri di guerra gibutiani catturati durante la guerra di confine sono stati rilasciati dall'Eritrea otto anni dopo il conflitto.
A seguito della crisi diplomatica del Qatar del 2017, il Qatar ha ritirato le sue forze di pace dal territorio conteso. Poco dopo, Gibuti ha accusato l'Eritrea di rioccupare la collina sulla terraferma e l'isola di Doumeira.
Nel settembre 2018 è stato annunciato che Gibuti ed Eritrea hanno accettato di normalizzare le loro relazioni.